# Prêmio APCA de melhor filme
O Prêmio APCA de melhor filme é um dos prêmios oferecidos durante a realização do Prêmio APCA, destinado à produções cinematografias brasileiras.

## Vencedores
| Ano  | Filme                            | Direção                                   |
| ---- | -------------------------------- | ----------------------------------------- |
| 1973 | Os Inconfidentes                 | Joaquim Pedro de Andrade                  |
| 1974 | Cassy Jones, o Magnífico Sedutor | Luís Sérgio Person                        |
| 1975 | O Anjo da Noite                  | Walter Hugo Khouri                        |
| 1976 | Relatório de Um Homem Casado     | Flávio Tambellini                         |
| 1977 | O Predileto                      | Roberto Palmari                           |
| 1978 | O Seminarista                    | Geraldo Santos Pereira                    |
| 1979 | Mar de Rosas                     | Ana Carolina                              |
| 1980 |                                  |                                           |
| 1981 | A Volta do Filho Pródigo         | Ipojuca Pontes                            |
| 1982 | Eros, O Deus do Amor             | Walter Hugo Khouri                        |
| 1983 | O Olho Mágico do Amor            | Ícaro Martins José Antonio Garcia         |
| 1984 | Sargento Getúlio                 | Hermanno Penna                            |
| 1985 | Memórias do Cárcere              | Nelson Pereira dos Santos                 |
| 1986 | Avaeté - Semente da Vingança     | Zelito Viana                              |
| 1987 | Não houve premiação              | Não houve premiação                       |
| 1988 | Não houve premiação              | Não houve premiação                       |
| 1989 | Não houve premiação              | Não houve premiação                       |
| 1990 | Festa                            | Ugo Giorgetti                             |
| 1991 | Corpo em Delito                  | Nuno César de Abreu                       |
| 1992 | Stelinha                         | Miguel Faria Jr.                          |
| 1993 | Não houve premiação              | Não houve premiação                       |
| 1994 | Conterrâneos Velhos de Guerra    | Vladimir Carvalho                         |
| 1995 | Alma Corsária                    | Carlos Reichenbach                        |
| 1996 | No Rio Amazonas                  | Ricardo Dias                              |
| 1997 | Como Nascem os Anjos             | Murilo Salles                             |
| 1998 | A Ostra e o Vento                | Walter Lima Jr.                           |
| 1999 | Central do Brasil                | Walter Salles                             |
| 2000 | Santo Forte                      | Eduardo Coutinho                          |
| 2001 | Cronicamente Inviável            | Sergio Bianchi                            |
| 2002 | Bicho de Sete Cabeças            | Laís Bodanzky                             |
| 2003 | O Invasor                        | Beto Brant                                |
| 2004 | O Homem que Copiava              | Jorge Furtado                             |
| 2005 | Entreatos                        | João Moreira Salles                       |
| 2005 | Peões                            | Eduardo Coutinho                          |
| 2006 | Cinema, Aspirinas e Urubus       | Marcelo Gomes                             |
| 2007 | O Céu de Suely                   | Karim Aïnouz                              |
| 2008 | Linha de Passe                   | Walter Salles                             |
| 2008 | Serras da Desordem               | Andrea Tonacci                            |
| 2009 | A Festa da Menina Morta          | Matheus Nachtergaele                      |
| 2010 | Antes que o Mundo Acabe          | Ana Luiza Azevedo                         |
| 2011 | Bróder                           | Jeferson De                               |
| 2012 | Febre do Rato                    | Cláudio Assis                             |
| 2013 | O Som ao Redor                   | Kleber Mendonça Filho                     |
| 2014 | Praia do Futuro                  | Karim Aïnouz                              |
| 2015 | Que Horas Ela Volta?             | Anna Muylaert                             |
| 2016 | Aquarius                         | Kleber Mendonça Filho                     |
| 2017 | Corpo Elétrico                   | Marcelo Caetano                           |
| 2018 | Arábia                           | Affonso Uchôa e João Dumans               |
| 2019 | Bacurau                          | Kleber Mendonça Filho e Juliano Dornelles |